# Macchi M.5

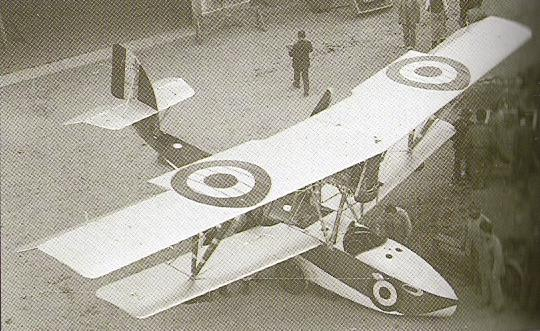

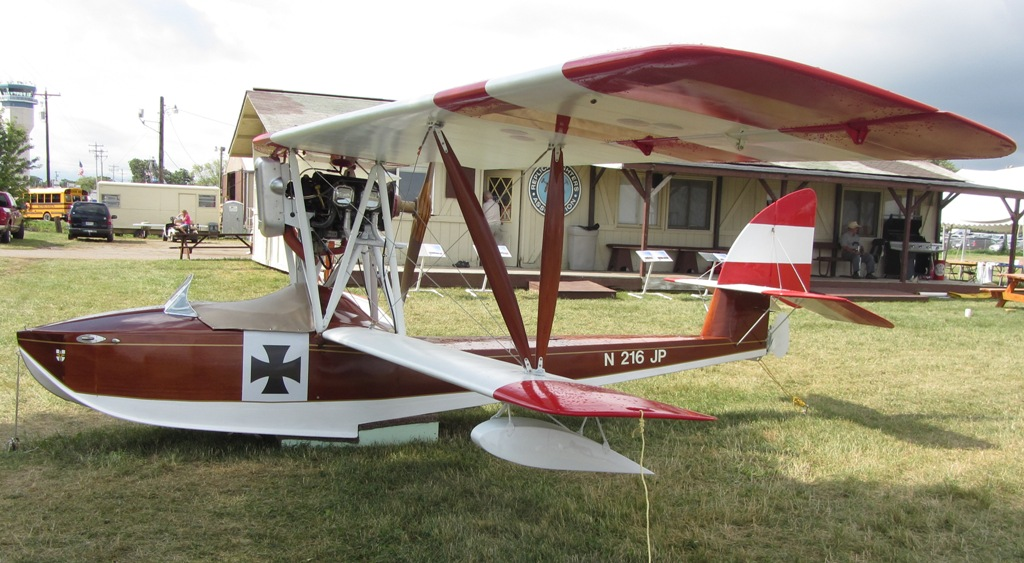
Một mô hình sao chép M.5

Macchi M.5 là một mẫu tàu bay tiêm kích của Ý, do hãng Nieuport-Macchi thiết kế chế tạo.

## Quốc gia sử dụng
Ý
- Không quân Hải quân Italy
- Regia Aeronautica

 Hoa Kỳ
- Hải quân Hoa Kỳ
- Thủy quân Lục chiến Hoa Kỳ

## Tính năng kỹ chiến thuật (M.5)
Dữ liệu lấy từ 
Đặc điểm tổng quát
- Kíp lái: 1
- Chiều dài: 8.08 m (26 ft 6 in)
- Sải cánh: 11.90 m (39 ft 0½ in)
- Chiều cao: 2.85 m (9 ft 4½ in)
- Diện tích cánh: 28 m2 (301.4 ft2)
- Trọng lượng rỗng: 720 kg (1.587 lb)
- Trọng lượng có tải: 990 kg (2.183 lb)
- Powerplant: 1 × Isotta Fraschini V.4B, 119 kW (160 hp)

Hiệu suất bay
- Vận tốc cực đại: 189 km/h (117 mph)
- Thời gian bay: 3 giờ  40 phút
- Trần bay: 6.200 m (20.340 ft)

Vũ khí trang bị
- 2 × Súng máy Vickers 7,7 mm (.303 in)